# 当麻永嗣
当麻 永嗣（たいま の ながつぐ）は、奈良時代の貴族。名は永継ともかく。姓は真人。官位は従五位上・刑部大輔。

## 経歴
天平宝字年間に仁部少丞を務め、称徳朝の天平神護3年（767年）従五位下・刑部大判事に叙任される。神護景雲3年（769年）左少弁、宝亀2年（771年）右少弁と、称徳朝から光仁朝にかけて弁官を務め、宝亀4年（773年）従五位上に昇叙される。
光仁朝後半は山陰道検税使、大判事などを歴任するが、宝亀9年（778年）出雲守として地方官に転じる。また、光仁天皇の詔を受けて、石川名足・淡海三船らと共に『続日本紀』の編纂に参画した。
天応元年（781年）桓武天皇の即位後まもなく刑部大輔に任ぜられ京官に復す。その後散位となるが、延暦3年（784年）皇后・藤原乙牟漏の生母である阿倍古美奈が没した際、左大弁・佐伯今毛人らと共に葬儀を監護している。

## 官歴
『六国史』による。
- 時期不詳：従六位下
- 天平宝字6年（762年） 2月3日：見仁部少丞[3]
- 時期不詳：正六位上
- 天平神護3年（767年） 正月18日：従五位下。7月3日：刑部大判事
- 神護景雲3年（769年） 8月19日：左少弁
- 宝亀元年（770年） 10月23日：兼土佐守
- 宝亀2年（771年） 閏3月1日：土佐守。9月16日：右少弁、土左守如故
- 宝亀4年（773年） 正月7日：従五位上
- 宝亀7年（776年） 正月19日：山陰道検税使
- 宝亀8年（777年） 10月13日：大判事
- 宝亀9年（778年） 2月4日：出雲守
- 天応元年（781年） 5月25日：刑部大輔
- 延暦3年（784年） 10月28日：見散位